# Saint-Onen-la-Chapelle
Saint-Onen-la-Chapelle är en kommun i departementet Ille-et-Vilaine i regionen Bretagne i nordvästra Frankrike. Kommunen ligger i kantonen Saint-Méen-le-Grand som tillhör arrondissementet Rennes. År 2022 hade Saint-Onen-la-Chapelle 1 121 invånare.

## Befolkningsutveckling
Antalet invånare i kommunen Saint-Onen-la-Chapelle
Referens:INSEE